# Станоје Аксић
Станоје Аксић (Доња Гуштерица, 27. фебруар 1921 — Београд, 22. фебруар 1970), правник, учесник Народноослободилачке борбе и друштвено-политички радник СР Србије и САП Косова.

## Биографија
Рођен је 27. фебруара 1921. године у Доњој Гуштерици код Липљанa.
Народноослободилачком покрету се прикључио 1941. године у Липљану. Од октобра 1943. године, деловао је у партизанским одредима на Шар планини и у северној Албанији.
Крајем 1944, постао је члан Обласног комитета СКОЈ-а за Косово и Метохију.
После рата завршио је Вишу политичку школу и Правни факултет у Београду. На Правном факултету у Београду 1965. докторирао је на тему „Положај покрајина у уставном систему СФР Југославије".
Био је секретар Среског, затим Градског народног одбора у Приштини, народни посланик Републичког већа Народне скупштине Србије, члан Обласног комитета СК Србије за Косово и Метохију, члан Обласног одбора Социјалистичког савеза радног народа за Косово и Метохију.
Био је председник Народне скупштине Косова од 18. јуна 1963. до 24. јуна 1967. године.
У периоду од 1967. до 1969. обављао је функцију потпредседника Извршног већа СР Србије.
Више пута је био биран за одборника Обласног народног одбора за Косово и Метохију.
Имао је чин капетана у резерви.
Умро је 22. фебруара 1970. године у Београду и сахрањен је у Алеји заслужних грађана на Новом гробљу.
Носилац је Партизанске споменице 1941, и више југословенских одликовања.